# Washington Beltrán
Washington Beltrán (ur. 6 kwietnia 1914 w Montevideo, zm. 19 lutego 2003 tamże) – urugwajski prawnik i polityk, prezydent Urugwaju w latach 1965–1966. Członek Partii Blancos.
W czasach poprzedzających polityczną karierę był dziennikarzem.